# Jacky Ido
Jack Ido (n. 14 mai 1977, Ouagadougou, Volta Superioară) este un actor francez originar din Burkina Faso, cunoscut pentru rolul lui Marcel din filmul Ticăloși fără glorie, regizat de Quentin Tarantino.